# North East District
Der North East District (ehemals North-East District; deutsch Nordost-Distrikt) ist ein Distrikt in Botswana. Die größte Stadt ist Francistown, das jedoch eine eigene Verwaltung (City of Francistown) hat.
In dem 5.120 Quadratkilometer großen Gebiet leben 172.769 Menschen, davon in Francistown rund 103.400 (Stand: Volkszählung 2022).

## Geografie
Im Norden und Osten grenzt der North East District an die in Simbabwe gelegene Provinz Südmatabeleland, im Süden und Westen an den botswanischen Central District.
Hydrologisch ist der Distrikt vom Limpopo Nebenfluss Shashe geprägt, der die westliche Grenze bildet. Die zu Simbabwe bildet dessen Nebenfluss Ramokgwebana.

## Demografie
| Jahr | Einwohner |
| ---- | --------- |
| 1981 | 67.701    |
| 1991 | 108.598   |
| 2001 | 132.422   |
| 2011 | 159.225   |
| 2022 | 172.769   |